# クジャク属
クジャク属（クジャクぞく、Pavo）は、鳥綱キジ目キジ科に属する属。模式種はインドクジャク。

## 分布
インド、インドネシア（ジャワ島）、カンボジア、スリランカ、タイ、ネパール南部、パキスタン東部、バングラデシュ西部、ベトナム、マレーシア、ミャンマー、ラオス

## 形態
最大種はマクジャクで最大全長300cm。最小種はインドクジャクで最大全長230cm。頭頂には羽毛が伸長する（冠羽）。
卵を覆う殻は淡黄色。
オスの成鳥は尾羽基部の上面を被う羽毛（上尾筒）が発達する。尾羽の枚数は20枚。また後肢に蹴爪がある。メスは尾羽の枚数が18枚で、蹴爪のない個体が多い。

## 分類
- Pavo cristatus　インドクジャク　Indian peafowl
- Pavo muticus　マクジャク　Green peafowl

## 生態
標高1,500m以下にある森林などに生息する。非繁殖期にはオス1羽とメス数羽からなる小規模な群れを形成し生活する。
食性は雑食で、昆虫、植物の葉、種子などを食べる。
繁殖形態は卵生。繁殖期になるとオスは単独で生活し、大声で鳴きメスに求愛する。茂みの中に窪みを掘った巣に、インドでは1-4月に1回に3-8個の卵を産む。

## 人間との関係
ペットとして飼育されることもある。
マクジャクは開発による生息地の破壊、ペット目的の乱獲などにより生息数が減少している。一方でインドクジャクはペットとして飼育された個体が遺棄・脱走し、移入先の生態系を破壊するという問題も発生している。

## 画像

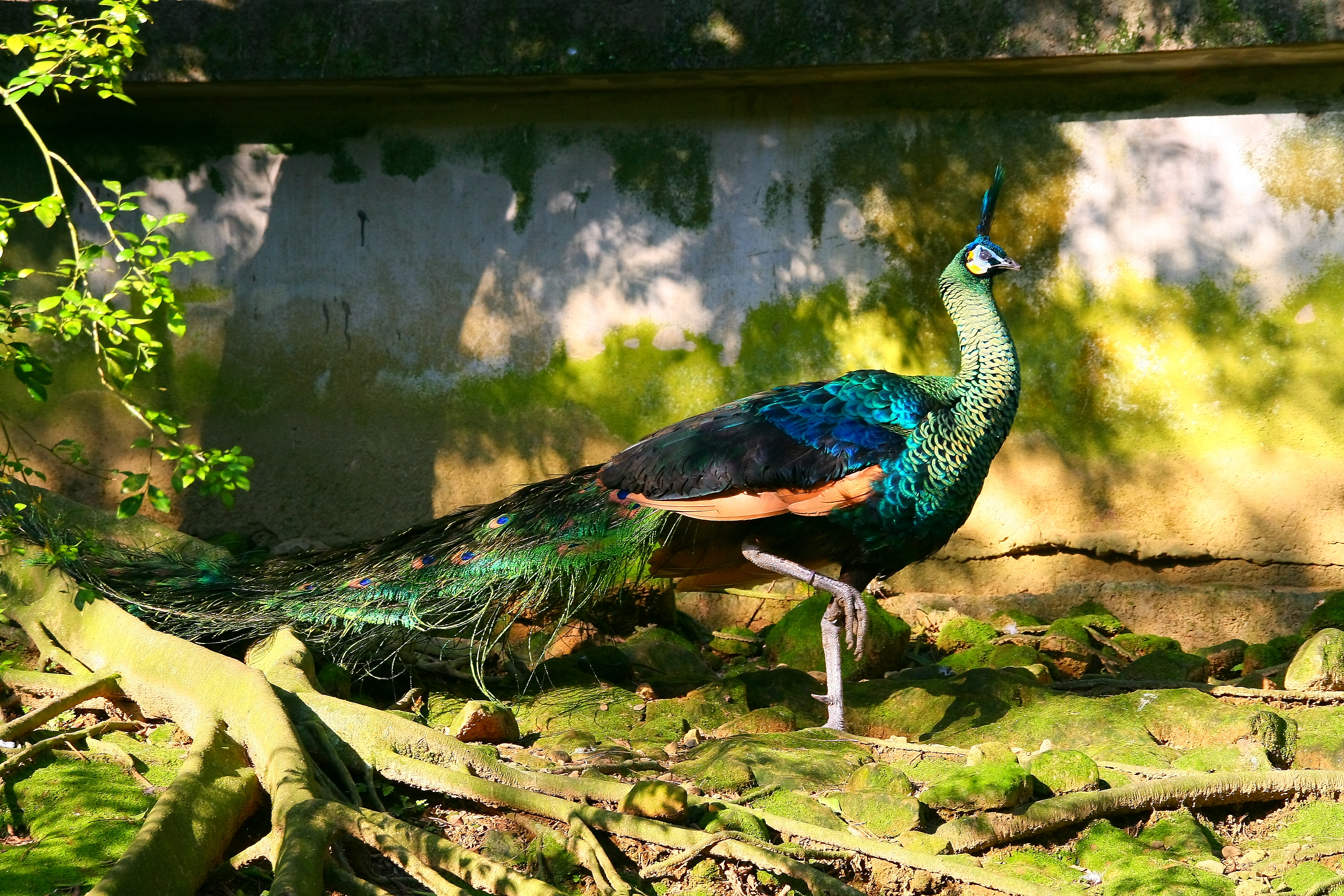
マクジャク P. muticus